# Weißschopf-Hornvogel

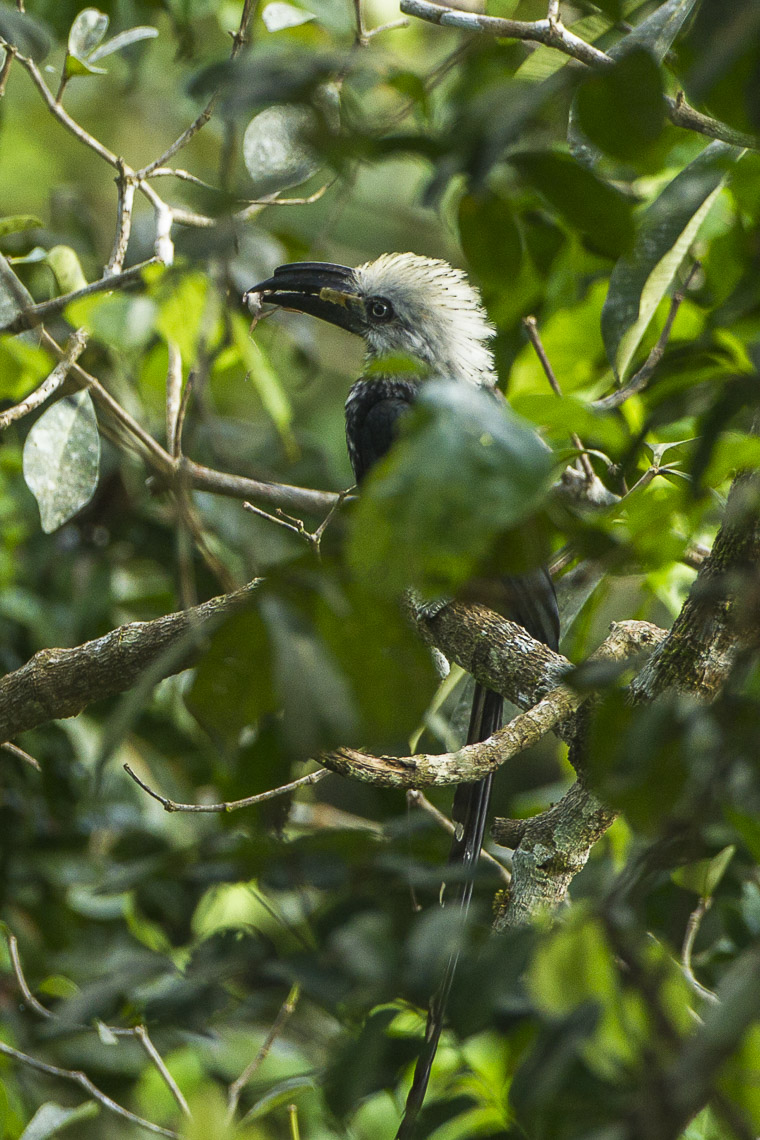
Weißschopf-Hornvogel in Ghana

Der Weißschopf-Hornvogel (Horizocerus albocristatus, Syn.: Tropicranus albocristatus), auch Perückentoko oder Weißkopf-Hornvogel genannt, ist eine afrikanische Vogelart, die zu den Nashornvögeln (Bucerotidae) gehört. Wie alle Arten der Nashornvögel ist auch der Weißschopf-Hornvogel ein Höhlenbrüter. Das Weibchen mauert sich in der Nisthöhle ein und wird während der Brutzeit vom Männchen gefüttert. Es werden drei Unterarten unterschieden.
Die Bestandssituation des Weißschopf-Hornvogels wurde 2016 in der Roten Liste gefährdeter Arten der IUCN als „Least Concern (LC)“ = „nicht gefährdet“ eingestuft.

## Merkmale

### Merkmale der Nominatform
Der Weißschopf-Hornvogel zählt zu den großen Nashornvögeln und erreicht eine Körperlänge von bis zu 70 Zentimeter. Der Schnabel wird bei den Männchen 9,1 bis 10,3 Zentimeter lang. Weibchen haben einen deutlich kürzeren Schnabel mit einer Länge zwischen 6,7 und 7,4 Zentimeter. Der Gewichtsunterschied ist nicht so ausgeprägt: Weibchen wiegen im Schnitt 282 Gramm, während Männchen zwischen 279 und 315 Gramm wiegen. Der Sexualdimorphismus ist gering ausgeprägt. Weibchen entsprechen dem Männchen im Körpergefieder, bleiben aber kleiner und haben einen kürzeren Schnabelfirst.
Bei den Weißschopf-Hornvögeln ist der Kopf inklusive des Scheitels und der Nackenfedern weiß, die einzelnen Federn haben schwarze Federschäfte und schwarze Spitzen. Das übrige Gefieder ist schwarz mit einem metallischen Schimmer. Lediglich die Schwanzfedern weisen weiße Federspitzen auf.
Der Schnabel ist überwiegend dunkelgrau, an der Basis des Oberschnabels befindet sich ein cremefarbener Abschnitt. Der Schnabelfirst ist dunkel und endet abrupt kurz vor der Schnabelspitze. Der Orbitalring ist blau, der unbefiederte Kehlfleck ist fleischfarben. Die Augen sind braun bis cremefarben, die Beine und Füße sind dunkel blaugrau.
Jungvögel ähneln den adulten Vögeln, ihre Iris ist noch blassblau, die Grundfarbe des Schnabels ist grünlich, der Schnabelfirst fehlt zunächst.

### Merkmale der Unterarten
Es werden neben der Nominatform Tropicranus albocristatus albocristatus zwei weitere Unterarten unterschieden:
- Horizocerus albocristatus cassini (Finsch, 1903) – Vorkommen vom Osten Nigerias bis nach Uganda und dem Süden Angolas. Die Unterart ist etwas größer als die Nominatform, außerdem sind die Kopfseiten schwarz und nur der Federschopf weiß.
- Horizocerus albocristatus macrourus (Bonaparte, 1850) – Vorkommen von der Elfenbeinküste bis nach Ghana. Bei dieser Unterart ist auch der Hals weiß und grau gefleckt.

### Stimme
Der Weißschopf-Hornvogel ist nicht sehr ruffreudig, die Rufe haben aber eine auffällige Klangfarbe. Eine Ruffolge von krächzenden Lauten folgt ein raues, heulendes uoo-uoo--uoo-aah-aah. Die Kontaktlaute sind ein kurzes squark.

## Verbreitungsgebiet und Lebensraum
Das Verbreitungsgebiet des Weißschopf-Hornvogels ist das westliche Subsahara-Afrika. Die Art kommt in Guinea, Sierra Leone, Liberia, der Elfenbeinküste, Ghana, Togo, Benin, Zaire, Kongo, Uganda, in der Zentralafrikanischen Republik sowie im Norden von Angola vor.
Der Lebensraum sind überwiegend dichte feuchte und immergrüne Primärwälder. Er kommt aber auch in an Primärwald angrenzenden Sekundärwald, Wälder entlang von Fließgewässern sowie sogar schütter bestandenes Waldgebiet vor, Er hält sich häufig in der Nähe von Affengruppen auf. Die Höhenverbreitung reicht bis zu 900 Höhenmetern am Mount Nimba und bis zu 1500 Höhenmeter im Gebiet Kivu.

## Lebensweise

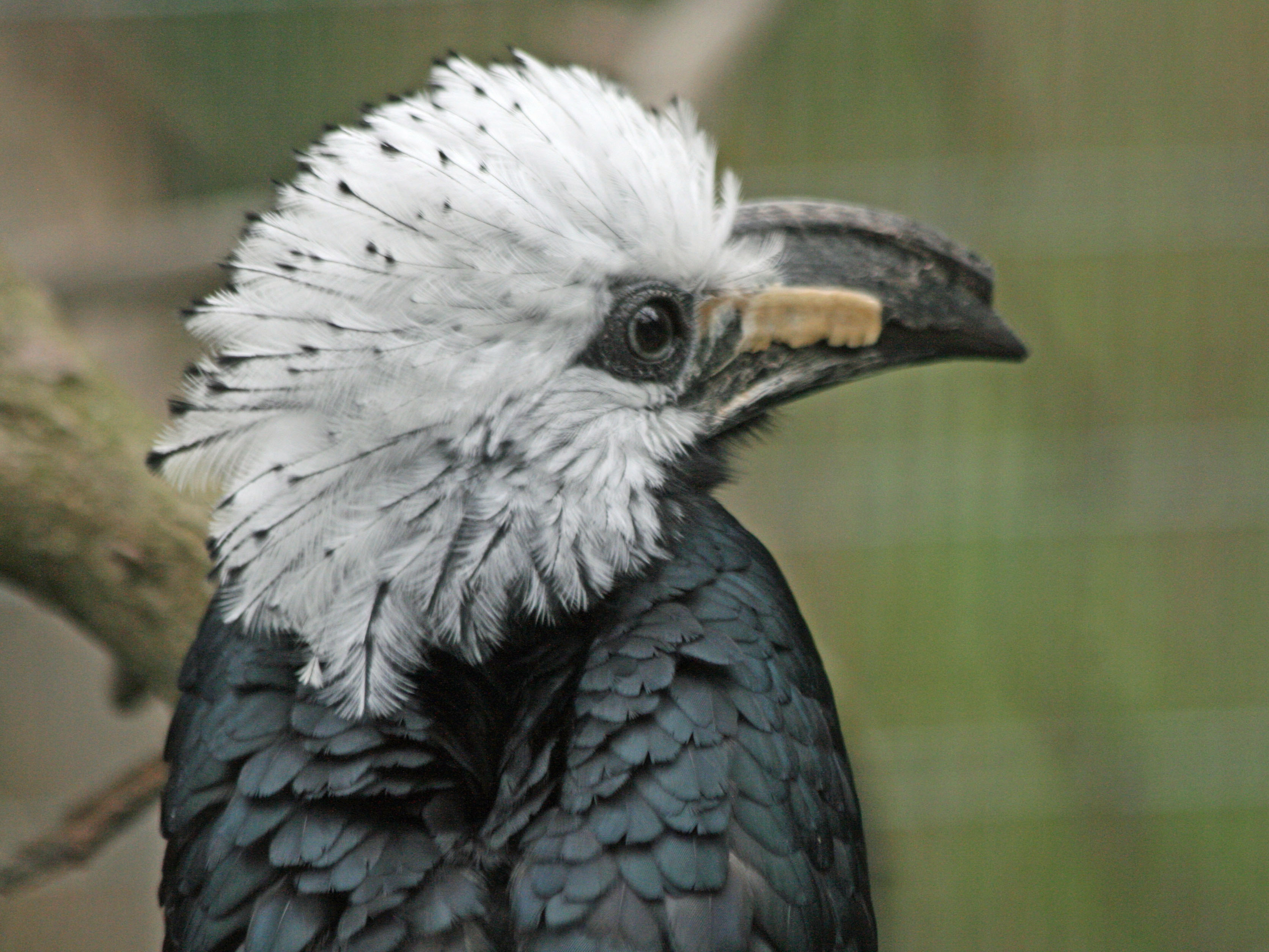
Kopfstudie des Weißschopf-Hornvogels

Der Weißschopf-Hornvogel kommt überwiegend in Paaren vor, die von ein bis drei Jungvögeln begleitet werden. Es sind territoriale Vögel, deren Revier gewöhnlich dem einer Affengruppe (z. B. von Lowe-Meerkatzen) entspricht. Zwischen den beiden Arten besteht ein lose Protokooperation. Die Affen profitieren von den Alarmrufen des Weißschopf-Hornvogels. Er folgt ihnen bei den Nahrungszügen und frisst die kleinen Tiere (überwiegend Insekten), die sie dabei aufscheuchen. Ein ähnliches Verhalten zeigt er gegenüber anderen Vogeltrupps, aber auch Wanderameisen.
Seine Nahrung fängt er überwiegend im Flug, er fliegt dabei meist von den niedrigeren Ästen der Wipfel hoher Urwaldbäume auf. Gelegentlich kommt er auch auf den Boden, um dort nach Nahrung zu suchen. Nach Beobachtungen macht dieses Verhalten etwa 11 Prozent seiner Nahrungssuche aus. Weißschopf-Hornvögel sitzen während ihrer Nahrungssuche häufig auch reglos auf Ästen und suchen mit langsamen Kopfbewegungen die Umgebung nach geeigneten Beutetieren ab.
Die Nahrung besteht überwiegend aus großen Insekten, aber auch kleinen Wirbeltieren wie Vögeln, Mäusen, Eidechsen, Schlangen und Frösche. Früchte frisst er nur gelegentlich, er frisst aber unter anderem die Früchte von Ölpalmen und kommt auf den Boden, um die herabgefallenen Früchte von Dacryodes aufzunehmen.

## Fortpflanzung
Über das Fortpflanzungsverhalten des Weißschopf-Hornvogels ist nur wenig bekannt. Die bisher bekannten Nisthöhlen befanden sich in Bäumen. Das Weibchen versiegelt den Eingang zur Bruthöhle mit ihren Fäkalien bis auf einen schmalen Spalt. Sie durchläuft eine Mauser des Großgefieders während dieser Brutzeit. Das Männchen trägt einzelne Beutetiere im Schnabel zur Nisthöhle und übergibt sie dort dem Weibchen. Es wird gewöhnlich ein Jungvogel pro Brut groß, es wurde jedoch auch schon die Aufzucht von zwei Jungvögeln beobachtet.

## Trivia
Die Bezeichnung der Unterart Tropicranus albocristatus cassini ehrt mit cassini den amerikanischen Quäker, Geschäftsmann und Ornithologen John Cassin (1813–1869), der für mehr als ein Vierteljahrhundert als unbezahlter Kurator für Ornithologie der Academy of Natural Sciences of Philadelphia diente. Er gilt unverändert als eine der bedeutendsten Persönlichkeiten unter den US-amerikanischen Ornithologen und beschrieb mehr als 198 Vogelarten, darunter viele, die er selbst von seinen Expeditionen mitbrachte. Er begleitete unter anderem Admiral Matthew Calbraith Perry als offiziell ernannter Ornithologe auf dessen historischen Reise nach Japan. Bereits 1853 wurde er für seine Leistungen zum Ehrenmitglied der Deutschen Ornithologen-Gesellschaft gewählt.

## Einzelbelege
1. ↑  Horizocerus albocristatus in der Roten Liste gefährdeter Arten der IUCN 2016. Eingestellt von: BirdLife International, 2016. Abgerufen am 3. Oktober 2017.
2. ↑  Kemp: The Hornbills – Bucerotiformes. S. 150.
3. ↑  Stimme des Weißschopf-Hornvogels auf Xeno-Canto, aufgerufen am 23. Oktober 2016.
4. ↑  Kemp: The Hornbills – Bucerotiformes. S. 151.
5. ↑  Kemp: The Hornbills – Bucerotiformes. S. 152.
6. ↑  Kemp: The Hornbills – Bucerotiformes. S. 153.
7. ↑  Bo Beolens, Michael Watkins: Whose Bird? Men and Women Commemorated in the Common Names of Birds. Christopher Helm, London 2003, ISBN 0-7136-6647-1, S. 205.
8. ↑  Eduard Baldamus: Auszug aus dem Protokolle der siebten Ornithologen-Versammlung zu Halberstadt. In: Naumannia. Band 3, 1853, S. 113–126 (online [abgerufen am 28. Juli 2011]).